# Convention baptiste nationale progressiste
La Convention baptiste nationale progressiste (anglais : Progressive National Baptist Convention) est une association chrétienne évangélique d'églises baptistes aux États-Unis. Elle est affiliée à l’Alliance baptiste mondiale.  Son siège est situé à Washington, D.C.

## Histoire

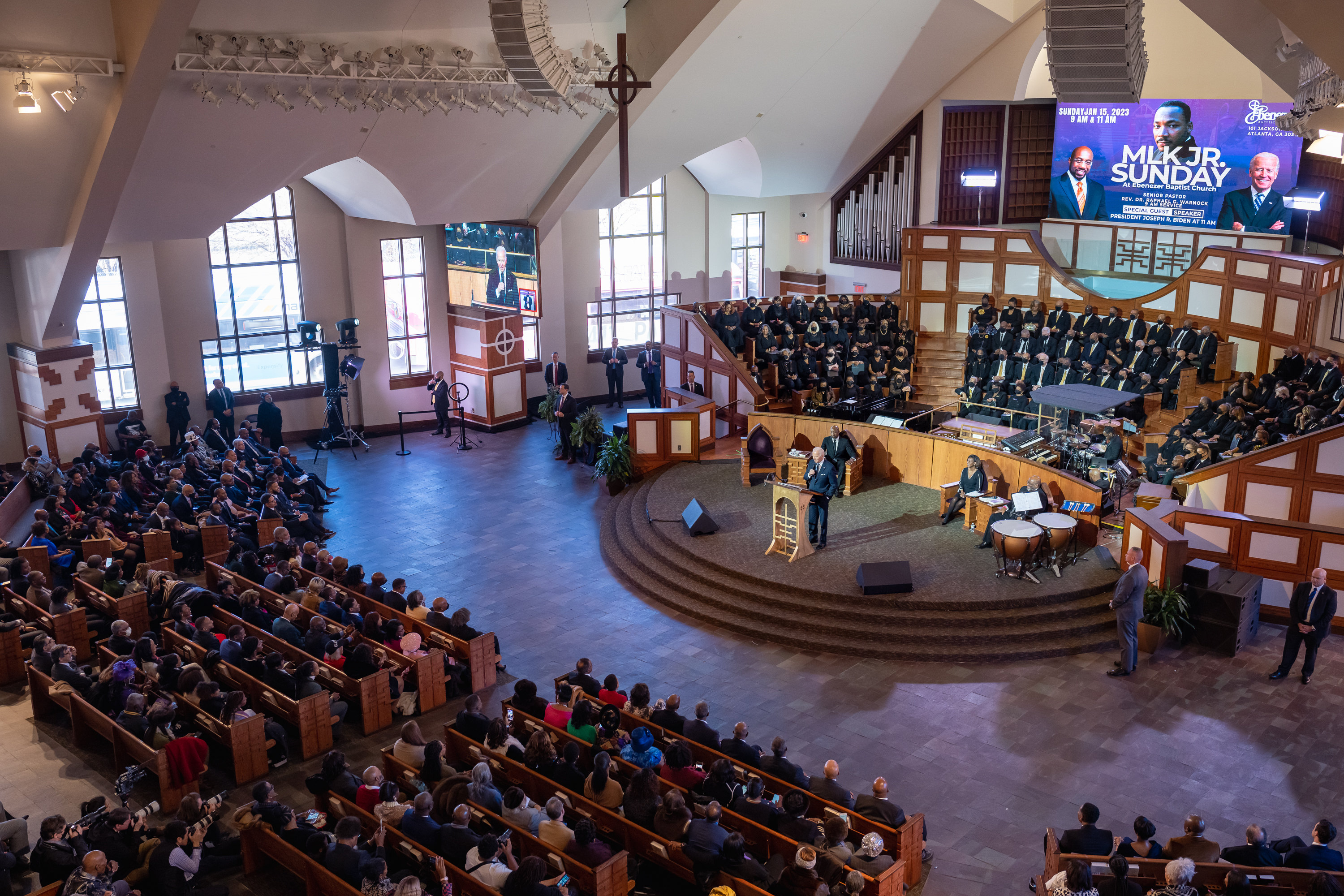
Service à l’Église baptiste Ebenezer à Atlanta, affiliée à la Convention.

La Convention a ses origines dans la Convention baptiste nationale, USA formée en 1895 . En 1961, un groupe de pasteurs dirigé par L. Venchael Booth a considéré que la direction ne donnait pas assez de place à l'activisme politique pour les droits civiques, et a quitté la Convention baptiste nationale, USA.  Après une réunion de 33 pasteurs à Cincinnati, L. Venchael Booth est élu premier président de la Convention. Elle est ainsi officiellement fondée cette même année, sous le nom de Convention baptiste nationale progressiste . En 1969, Uvee Mdodana Arbouin est devenue la première  femme ordonnée pasteure dans la Convention . 
Selon un recensement de l’association, en 2023 elle disait avoir 1,362 églises et 1,500,000 membres.

## Organisation missionnaire
La convention a une organisation missionnaire, PNBC Missions .

## Croyances
La Convention a une confession de foi baptiste .
Elle n’a pas de position officielle sur le mariage homosexuel et laisse le choix à chaque église de décider .